# 是枝開
是枝 開（これえだ ひらく、1960年 - ）は、日本の美術家（絵画）、美術研究者。

## 来歴
鹿児島県に生まれる。コロンビア大学大学院芸術学部美術学科絵画・彫刻専攻を修了した。
1991年 - 1999年にセゾン美術館で、1999年に同館が閉館したことで同年から2003年までセゾン現代美術館で、それぞれ学芸員を務めた。
2003年からは神奈川県立近代美術館の主任学芸員となり、後述の武蔵野美術大学への転任まで務める。この間、2007年には個展を開いた。
2014年に武蔵野美術大学芸術文化学科教授に就任した。
2018年、2021年にも個展を開いている。